# Prix Donostia
 (décembre 2021).
Le prix Donostia (espagnol : Premio Donostia ; basque : Donostia saria) est une récompense honorifique décernée pendant le Festival de Saint-Sébastien.
Il a été créé en 1986 par Diego Galán, alors directeur du festival, dans le but d'attirer à Saint-Sébastien les grandes vedettes du cinéma mondial et de consolider le prestige de la manifestation auprès du public et des médias.

## Lauréats
- 1986 : Gregory Peck, Gene Tierney
- 1987 : Glenn Ford
- 1988 : Vittorio Gassman
- 1989 : Bette Davis
- 1990 : Claudette Colbert
- 1991 : Anthony Perkins
- 1992 : Lauren Bacall
- 1993 : Robert Mitchum
- 1994 : Lana Turner

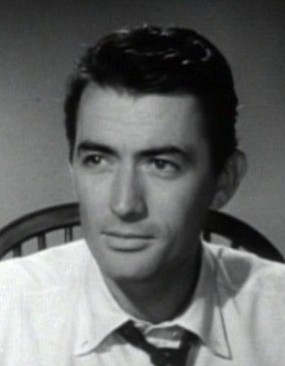
Grégory Peck, premier prix Donostia en 1986.

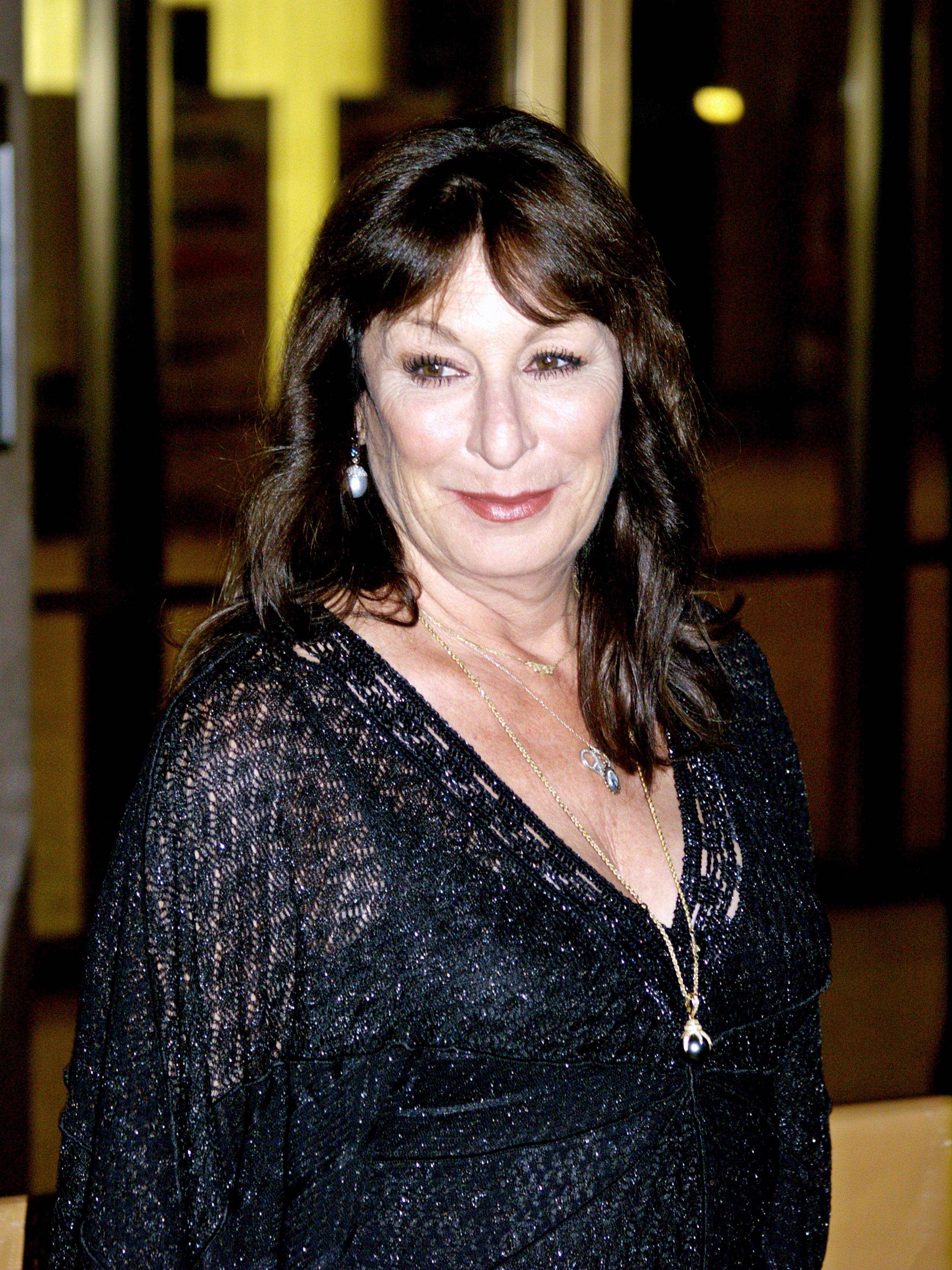
Anjelica Huston, prix Donostia en 1999, qui sera présidente du jury en 2005.

- 1995 : Susan Sarandon, Catherine Deneuve
- 1996 : Al Pacino
- 1997 : Michael Douglas, Jeremy Irons
- 1998 : Jeanne Moreau, Anthony Hopkins, John Malkovich
- 1999 : Anjelica Huston, Fernando Fernan Gomez, Vanessa Redgrave
- 2000 : Michael Caine, Robert De Niro
- 2001 : Julie Andrews, Warren Beatty, Francisco Rabal
- 2002 : Jessica Lange, Bob Hoskins, Dennis Hopper, Francis Ford Coppola
- 2003 : Robert Duvall, Sean Penn, Isabelle Huppert
- 2004 : Annette Bening, Jeff Bridges, Woody Allen
- 2005 : Willem Dafoe, Ben Gazzara
- 2006 : Max von Sydow, Matt Dillon
- 2007 : Richard Gere, Liv Ullmann
- 2008 : Antonio Banderas, Meryl Streep
- 2009 : Ian McKellen
- 2010 : Julia Roberts
- 2011 : Glenn Close
- 2012 : Ewan McGregor, Oliver Stone, Tommy Lee Jones, John Travolta, Dustin Hoffman
- 2013 : Carmen Maura, Hugh Jackman
- 2014 : Denzel Washington, Benicio del Toro
- 2015 : Emily Watson
- 2016 : Sigourney Weaver, Ethan Hawke
- 2017 : Ricardo Darín, Monica Bellucci, Agnès Varda
- 2018 : Hirokazu Kore-eda, Danny DeVito, Judi Dench
- 2019 : Penélope Cruz, Costa Gavras, Donald Sutherland
- 2020 : Viggo Mortensen
- 2021 : Marion Cotillard, Johnny Depp
- 2022 : Juliette Binoche, David Cronenberg
- 2023 : Javier Bardem (reçu en 2024), Víctor Erice, Hayao Miyazaki
- 2024 : Cate Blanchett, Pedro Almodovar

## Divers
À ce jour, Ewan McGregor est le plus jeune acteur à s'être vu décerné le prix Donostia, en 2012, à l'âge de 41 ans.